# جون بي سنايدر
جون بي سنايدر (بالإنجليزية: John P. Snyder)‏ هو عالم رسم الخرائط وجيولوجي أمريكي، ولد في 12 أبريل 1926، وتوفي في 28 أبريل 1997.